# یومادیباش
یومادیباش (انگلیسی: Yumadybash) یک شهرک در شهرستان شارانسکی استان باشقیرستان کشور روسیه است.